# Liste von aktiven Dampfschiffen
Die Liste von aktiven Dampfschiffen enthält eine Auswahl gegenwärtig fahrtüchtiger Dampfschiffe. Infotexte über den Tabellen informieren über den Verbleib von Dampfschiffen, die außer Dienst gestellt wurden, sowie über Dampfschiffe, die auf Dieselbetrieb umgerüstet wurden.

## Deutschland
In Deutschland gab es im Sommer 2023 noch elf aktive Raddampfer sowie diverse weitere Schraubendampfer und Dampfschlepper und -eisbrecher. Neun historische Raddampfer gehören zur Sächsischen Dampfschiffahrt, deren Flotte als älteste und größte der Welt gilt. Der Historische Hafen Berlin sowie das Westfälische Industriemuseum Dortmund beherbergen noch mehrere Schleppdampfer. Im historischen Hafen Berlin sind es die Schleppdampfer Andreas und Gesa. Auf dem Bodensee verkehrt der kleine Schraubendampfer Gustav Prym.
Der Dampfer Kaiser Friedrich (erbaut 1886) liegt an der Schleuseninsel im Berliner Tiergarten auf. Das Schiff, im Eigentum des Deutschen Technikmuseums Berlin, ist nur notdürftig gesichert und verfällt. Der Schraubendampfer Nordstern wurde Ende 2017 wegen eines Kesselschadens außer Dienst gestellt und wartet nun auf seine Restaurierung. Der Schraubendampfer Prinz Heinrich wurde 2018 nach jahrelangen Restaurierungsarbeiten wieder in Dienst gestellt. Für den Rückbau von Diesel- auf Dampfantrieb wurden zwei Dampfmaschinen aus dem Jahre 1922 aus den Niederlanden erworben, nebst einem Dampfkessel aus Schottland. Erste Probefahrten verliefen erfolgreich. Neben den echten Dampfschiffen gibt es mit der Goethe auf dem Rhein (bis 2008 ein mit Dampfmaschine betriebenes Dampfschiff) ein Motor-Radschiff. Die Goethe war bis zum Umbau auf Dieselbetrieb der größte (aktive) Raddampfer der Welt. Ein weiteres Dampfschiff, dessen Dampfmaschine ebenfalls durch einen Dieselmotor ersetzt wurde, war die Diessen auf dem Ammersee. Das gleiche Schicksal ereilte die Ludwig Fessler auf dem Chiemsee. Ihre Maschine wurde in der Neuchâtel anstelle der originalen Escher-Wyss-Maschine wiederverwendet.
In Deutschland sind noch diverse Dampfmaschinen als Museumsstücke erhalten, von denen einige noch mit Druckluft (bzw. Elektromotoren) angetrieben werden können. Zudem gibt es noch mehrere komplett erhaltene Dampfschiffe: Auf dem Außengelände des Binnenschifffahrtsmuseum in Oderberg liegt der Elbdampfer Riesa. Der Raddampfschlepper Ruthof/Érsekcsanád blieb im Donau-Schiffahrts-Museum Regensburg erhalten. Ebenfalls erhalten sind die Schleppdampfer Württemberg und Gustav Zeuner (jeweils als eigenständiges Schiffsmuseum) in Magdeburg, sowie Oscar Huber im Museums der Deutschen Binnenschifffahrt in Duisburg. Das Technoseum in Mannheim beherbergte das vollständig erhaltene Dampfschiff Mainz, welches 2023 in den Besitz eines Vereins überging und derzeit in einer Werft in Köln restauriert wird. Es soll in Zukunft für öffentliche Ausstellungen zur Verfügung stehen. Das LWL-Industriemuseum Waltrop besitzt das fahrbereite Dampfschiff Nixe; in Haren blieb der ehemalige Dampfschlepper August erhalten.
Im Deutschen Museum München können die Dampfmaschine der Bohemia und Germania besichtigt werden, im Deutschen Technikmuseum in Berlin diejenigen der Marie (Escher-Wyss; Ammersee) und der Luitpold (Chiemsee). In Elbschifffahrtsmuseum in Lauenburg ist die Dampfmaschine der Kaiser Franz Josef ausgestellt sowie die schrägliegende Dampfmaschine des Fährdampfers Bad Schandau. In der Dauerausstellung des Museums der Deutschen Binnenschifffahrt wird die Dampfmaschine des Elbdampfers Libussa gezeigt. Auch das Deutsche Schifffahrtsmuseum in Bremerhaven beherbergt Teile eines weiteren Elbdampfers, nämlich Mittelschiff, Dampfmaschine und Schaufelräder von Kronprinz Wilhelm.
Im Verkehrsmuseum Dresden blieben die Dampfsteuermaschine des DS Bad Schandau, sowie die Dampfmaschine des Schleppdampfers Helene und die Maschine einer Elbfähre erhalten. Die Dampfmaschine der Diessen ist im Internationalen Maritimen Museum in Hamburg erhalten geblieben. Ebenfalls erhalten sind die Dampfmaschinen der ehemaligen Elbdampfer Schmilka und Junger Pionier, sowie deren Schaufelräder in der Werft Laubegast. Im Jahre 2005 wurde die Kurbelwelle der Dampfmaschine des PD Junger Pionier nach einem Bruch der Kurbelwelle des PD Pirna in selbigen eingesetzt. Vom Dampfschiff Andechs konnte nur die Schale als Clubschiff auf dem Ammersee erhalten werden. Dasselbe gilt für das Dampfschiff Seeperle, das in Seeburg als Restaurant erhalten geblieben ist.
| Name           | Typ                                 | Bauwerft                                   | Stapellauf | Passagierzahl (max.) | Geschwindigkeit (max.) | Region                    | Bemerkung | Bild |
| -------------- | ----------------------------------- | ------------------------------------------ | ---------- | -------------------- | ---------------------- | ------------------------- | --- | ---- |
| Alexandra      | Schraubendampfer / Salondampfer     | Janssen & Schmilinsky                      | 1908       | 150                  | 22 km/h                | Flensburger Förde         | Letztes kohlegefeuertes seegehendes Dampfschiff Deutschlands                                                  |      |
| Bussard        | Schraubendampfer / Tonnenleger      | Meyer Werft                                | 1906       | 50                   | 22 km/h                | Kieler Bucht              | Technisches Denkmal; weltweit einziger aktiver Tonnenleger mit Dampfmaschine                                  |      |
| Claus D.       | Dampfschlepper                      | Schiffswerfte und Maschinenfabrik A.G.     | 1913       | 25                   | 14 km/h                | Museumshafen Oevelgoenne  | Technisches Denkmal                                                                                           |      |
| Diesbar        | Raddampfer                          | Werft Blasewitz                            | 1884       | 292                  | 14 km/h                | Elbe                      | mit Kohle befeuert; Technisches Denkmal                                                                       |      |
| Dresden        | Raddampfer                          | Werft Laubegast                            | 1926       | 628                  | 20 km/h                | Elbe                      | Flaggschiff der Sächsischen Dampfschiffahrt; ein Nachbau der Dresden liegt in Pyeongchang Technisches Denkmal |      |
| Elbe           | Schraubendampfer / Dampf-Eisbrecher | Gebr. Wiemann                              | 1911       | 150                  | unbekannt              | Hamburger Hafen           | einziger erhaltener (dampfbetriebener) Flusseisbrecher in Deutschland                                         |      |
| Europa         | Schraubendampfer                    | Porta Odra Werft                           | 2006       | 204                  | 16 km/h                | Müritz                    | Hybridantrieb; Dampfmaschine von 1915                                                                         |      |
| Freya          | Raddampfer                          | J. & K. Smit                               | 1905       | 250                  | 16 km/h                | Elbe; Nord-Ostsee-Kanal   | Zusätzlich dieselbetriebener Schraubenantrieb                                                                 |      |
| Gustav         | Schleppdampfer                      | Gebr. Wiemann                              | 1908       | 55                   | 11 km/h                | Havel                     | Jetzt Passagierschiff                                                                                         |      |
| Kaiser Wilhelm | Raddampfer                          | Dresdener Maschinenbau und Schiffswerft AG | 1900       | 350                  | 15 km/h                | Elbe                      | mit Kohle befeuert                                                                                            |      |
| Krippen        | Raddampfer                          | Werft Blasewitz                            | 1892       | 309                  | 14 km/h                | Elbe                      | Technisches Denkmal                                                                                           |      |
| Kurort Rathen  | Raddampfer                          | Werft Blasewitz                            | 1896       | 385                  | 15 km/h                | Elbe                      | Technisches Denkmal                                                                                           |      |
| Leipzig        | Raddampfer                          | Werft Laubegast                            | 1929       | 673                  | 20 km/h                | Elbe                      | Technisches Denkmal                                                                                           |      |
| Meissen        | Raddampfer                          | Werft Blasewitz                            | 1885       | 390                  | 12 km/h                | Elbe                      | Technisches Denkmal                                                                                           |      |
| Pillnitz       | Raddampfer                          | Werft Blasewitz                            | 1886       | 386                  | 12 km/h                | Elbe                      | Technisches Denkmal                                                                                           |      |
| Pirna          | Raddampfer                          | Werft Blasewitz                            | 1898       | 385                  | 14 km/h                | Elbe                      | Technisches Denkmal                                                                                           |      |
| Prinz Heinrich | Schraubendampfer                    | Meyer Werft                                | 1909       | 390                  | unbekannt              | Ems/Nordsee               | wurde 2018 wieder in Dienst gestellt; Nationales Kulturdenkmal; seegängig                                     |      |
| Sachsenwald    | Schraubenschleppdampfer             | Gebr. Wiedemann                            | 1914       | 100                  | unbekannt              | Elbe                      | Technisches Denkmal                                                                                           |      |
| Schaarhörn     | Schraubendampfer / Peildampfer      | Schiffswerft und Maschinenfabrik Hamburg   | 1908       | 85                   | 16 km/h                | Hamburger Hafen           | |      |
| Stadt Wehlen   | Raddampfer                          | Werft Blasewitz                            | 1879       | 419                  | 15 km/h                | Elbe                      | Technisches Denkmal, mit Baujahr 1878 ältestes Schiff der Sächsischen Dampfschiffahrt                         |      |
| Stettin        | Schraubendampfer / Dampf-Eisbrecher | Stettiner Oderwerke                        | 1933       | 180                  | 26 km/h                | Museumshafen Oevelgönne   | Technisches Kulturdenkmal                                                                                     |      |
| St. Georg      | Schraubendampfer                    | Reiherstiegwerft                           | 1876       | 100                  | unbekannt              | Alster                    | Ältestes fahrtüchtiges deutsches Dampfschiff                                                                  |      |
| Tiger          | Dampfschlepper                      | Schiffswerfte und Maschinenfabrik A.G.     | 1910       | 25                   | unbekannt              | Museumshafen Oevelgönne   | Steht unter Denkmalschutz; mit Kohle befeuert                                                                 |      |
| Wal            | Schraubendampfer / Dampf-Eisbrecher | Stettiner Oderwerke                        | 1938       | unbekannt            | 19 km/h                | Bremerhaven (Neuer Hafen) | Bewegliches Denkmal; Ölfeuerung, seegängig                                                                    |      |
| Wehlen-Bastei  | Schraubendampfer / Dampffähre       | Schiffswerft Übigau                        | 1925       | 40                   | unbekannt              | Meißen                    | Ölfeuerung |      |
| Woltman        | Schraubendampfer / Schleppdampfer   | Gebrüder Sachsenberg                       | 1904       | 25                   | 18,5 km/h              | Hamburger Hafen           | Mit Kohle befeuert; seegängig                                                                                 |      |

## Österreich
In Österreich gibt es neben fünf in Betrieb befindlichen Dampfschiffen noch zwei Motorschiffe, die ehemals Dampfschiffe waren. Es handelt sich dabei um das Radmotorschiff Kaiser Franz Josef I. (1873) auf dem Wolfgangsee und das Schraubenschiff Rudolf (1903) auf dem Grundlsee.
Das ehemalige DDSG-Dampfschiff Johann Strauß, das zuletzt in Wien als Clubschiff genutzt worden war, wurde Ende des Jahres 2017 von seinem Liegeplatz entfernt und verschrottet. Im Technischen Museum Wien ist weiters die oszillierende Dampfmaschine des DDSG-Schaufelraddampfers Orsova sowie eine Verbundmaschine eines Torpedobootes erhalten geblieben. Auf der Donau in Wien der Schraubendampfer Frederic Mistral als Museumsschiff.
| Name             | Typ                | Bauwerft                                                    | Stapellauf | Passagierzahl (max.) | Geschwindigkeit (max.) | Region     | Bemerkung                                                        | Bild |
| ---------------- | ------------------ | ----------------------------------------------------------- | ---------- | -------------------- | ---------------------- | ---------- | ---------------------------------------------------------------- | ---- |
| Gisela           | Raddampfer         | Joseph John Ruston                                          | 1872       | 300                  | 22 km/h                | Traunsee   | Ältester (einsatzfähige) Raddampfer Österreichs                  |      |
| Hohentwiel       | Raddampfer         | Escher Wyss                                                 | 1913       | 500                  | 31 km/h                | Bodensee   | Deutsches Schiff, welches unter österreichischer Flagge verkehrt |      |
| Pascal           | Schraubendampfer   | Gebr. Wiemann                                               | 1907       | unbekannt            | unbekannt              | Donau      | seit 2011 wieder in Fahrt; absenkbarer Kamin                     |      |
| Schönbrunn       | Raddampfer         | Schiffswerft Obuda                                          | 1912       | 500                  | 29 km/h                | Donau      |                                                                  |      |
| Thalia           | Schraubendampfer   | Werft der Dresdener Maschinenfabrik und Schiffswerft Übigau | 1909       | 280                  | unbekannt              | Wörthersee |                                                                  |      |
| Frédéric Mistral | Schraubenschlepper | Schippers & Van Dongen, Geertruidenberg                     | 1914       | unbekannt            | 26 km/h                | Donau      | seit 2004 außer Betrieb                                          |      |

## Schweiz
In der Schweiz gibt es noch 15 Raddampfer (überwiegend Salondampfer) und drei Schraubendampfer. Die größten Flotten sind die des Genfersees (Personenschifffahrt auf dem Genfersee) und die des Vierwaldstättersees (Schifffahrtsgesellschaft des Vierwaldstättersees) mit je fünf Dampfschiffen, wobei die Genfersee-Flotte über drei weitere Radschiffe verfügt (ehemals Dampfschiffe, jetzt Motorschiffe). Nachdem bereits 2014 nach Abschluss der Restaurationsarbeiten an der Neuchâtel ein Dampfschiff eine zweite Jungfernfahrt feierte, ist seit Frühjahr 2022 mit dem Schraubendampfer Spiez auf dem Thunersee ein weiteres Dampfschiff wieder in Betrieb. Erste Probefahrten wurden ab Januar 2021 durchgeführt, am 8. April 2022 fand die offizielle Einweihung statt.
Zudem setzt sich derzeit der Verein Pro Dampfer für den Bau eines neuen Öko-Raddampfers ein, der nach Möglichkeit 2020 auf Rhein und Untersee verkehren soll.
Auf dem Vierwaldstättersee liegt bei Luzern das Dampfschiff Wilhelm Tell, das dort als Restaurantschiff verwendet wird. Dampfmaschine und Schaufelräder sind noch eingebaut und in exzellentem Zustand erhalten. Ein weiteres Dampfschiff, das DS Fribourg vom Neuenburgersee wird ebenfalls als Restaurant in Delley-Portalban genutzt. Hiervon ist allerdings nur die Schiffsschale erhalten geblieben. Das ehemalige Dampfschiff Genève liegt derzeit außer Betrieb in Genf auf dem Genfersee. 2023 begann ein Verein damit das Wrack des im Bodensee versunkenen DS Säntis (Escher Wyss, 1892) zu bergen.
Im Verkehrshaus der Schweiz in Luzern ist die Dampfmaschine der Pilatus, nebst Schaufelrädern ausgestellt. Bug und Steuerhaus sind in Vitznau erhalten, Teile der Vertäfelung zieren neu den Salon des Motorschiffs Baslerdybli bei Basel. Außerdem beherbergt das Verkehrshaus das komplett erhaltene Dampfschiff Rigi (kürzlich restauriert) mit eingebauter Originalmaschine, sowie die zwischenzeitlich eingebaute Escher-Wyss-Dampfmaschine. Ein weiteres Schaufelrad steht vor dem Seemuseum Kreuzlingen. Dieses stammt vom Genfersee-Dampfer Major Davel (1892, Escher-Wyss). Im Musée du Léman in Nyon kann die Dampfmaschine der Helvétie besichtigt werden. Pläne zu deren Reaktivierung zum Jubiläum 2026 werdend derzeit bei der CGN diskutiert (Stand: Juni 2022) Im Dampfzentrum Winterthur sind zwei Schiffsdampfmaschinen von Escher-Wyss ausgestellt. Es handelt sich um die Dampfmaschine der Giessbach III vom Brienzersee und die Maschine des Schraubendampfers Lützelau vom Zürichsee.
| Name             | Typ              | Bauwerft             | Stapellauf | Passagierzahl (max.) | Geschwindigkeit (max.)              | Region                               | Bemerkung | Bild |
| ---------------- | ---------------- | -------------------- | ---------- | -------------------- | ----------------------------------- | ------------------------------------ | --- | ---- |
| Blümlisalp       | Raddampfer       | Escher Wyss          | 1906       | 750                  | 25 km/h                             | Thunersee                            | |      |
| Gallia           | Raddampfer       | Escher Wyss          | 1913       | 900                  | 31,5 km/h                           | Vierwaldstättersee                   | Schnellster Raddampfer auf europäischen Binnenseen |      |
| Greif            | Schraubendampfer | Escher Wyss          | 1895       | 24                   | 13 km/h                             | Greifensee                           | Ältestes Dampfschiff der Schweiz; mit Steinkohle befeuert |      |
| La Suisse        | Raddampfer       | Gebrüder Sulzer      | 1910       | 850                  | 29,1 km/h                           | Genfersee                            | |      |
| Lötschberg       | Raddampfer       | Escher Wyss          | 1914       | 800                  | 24 km/h                             | Brienzersee                          | Denkmalgeschützt |      |
| Montreux         | Raddampfer       | Gebrüder Sulzer      | 1903       | 560                  | 29 km/h                             | Genfersee                            | ferngesteuerte Dampfmaschine von DLM AG |      |
| Neuchâtel        | Raddampfer       | Escher Wyss          | 1912       | 300                  | 23 km/h                             | Bielersee, Neuenburgersee, Murtensee | Kamin absenkbar; 2014 mit neuer Dampfmaschine aus DS Ludwig Fessler wieder in Betrieb genommen                                                                     |      |
| Rhône            | Raddampfer       | Gebrüder Sulzer      | 1927       | 850                  | 27,5 km/h                           | Genfersee                            | |      |
| Savoie           | Raddampfer       | Gebrüder Sulzer      | 1914       | 690                  | 27,4 km/h                           | Genfersee                            | |      |
| Schiller         | Raddampfer       | Gebrüder Sulzer      | 1906       | 900                  | 28 km/h                             | Vierwaldstättersee                   | |      |
| Seerhein         | Schraubendampfer | Hitzler Werft        | 1911       | 40                   | ? km/h                              | Bodensee                             | 2020–22 Einbau einer holzgefeuerten 3-Zylinder-Dampfmaschine von Simpson, Strickland & Co (England, 1910) in die Schale des ehemaligen Motorschiffs                |      |
| Simplon          | Raddampfer       | Gebrüder Sulzer      | 1920       | 980                  | 29,5 km/h                           | Genfersee                            | denkmalgeschützt |      |
| Spiez            | Schraubendampfer | Gebrüder Sulzer      | 1901       | 100                  | 18,5 km/h                           | Thunersee                            | Neuste Dampfmaschine aller Schweizer Dampfschiffe, V-förmig angeordnete Dampfmaschine von DLM AG, ältestes Schiff der BLS-Flotte, letzte Dampfschwalbe der Schweiz |      |
| Stadt Luzern     | Raddampfer       | Gebrüder Sachsenberg | 1928       | 1200                 | 29,8 km/h; gedrosselt auf 26,5 km/h | Vierwaldstättersee                   | Dampfmaschine von Sulzer |      |
| Stadt Rapperswil | Raddampfer       | Escher Wyss          | 1914       | 750                  | 27 km/h                             | Zürichsee                            | |      |
| Stadt Zürich     | Raddampfer       | Escher Wyss          | 1909       | 750                  | 27 km/h                             | Zürichsee                            | |      |
| Unterwalden      | Raddampfer       | Escher Wyss          | 1902       | 700                  | 27,4 km/h                           | Vierwaldstättersee                   | denkmalgeschützt; Kamin absenkbar |      |
| Uri              | Raddampfer       | Gebrüder Sulzer      | 1901       | 800                  | 27,4 km/h                           | Vierwaldstättersee                   | Ältester (einsatzfähige) Raddampfer der Schweiz |      |

## Italien
In Italien gibt es noch 2 Raddampfer auf dem Comer See, nämlich die Patria und die Concordia, sowie das Seitenradschiff Milano, das auf diesel-elektrischen Antrieb umgebaut wurde. Des Weiteren liegt vor der Villa Carlotta in Tremezzo der Schraubendampfer Bisbino (Escher Wyss, 1907) noch als schwimmendes Restaurant. Die Dampferfreundevereinigung Amici del Plinio hat es sich zum Ziel gemacht, das Wrack des 2010 während eines Sturm gesunkenen Raddampfers Plinio zu bergen und zu restaurieren. Auf dem Lago Maggiore fährt zu besonderen Anlässen noch das Escher-Wyss-Schiff Piemonte. Zudem wurde im Jahre 2006 der deutsche Schraubendampfer Gredo an einen Besitzer am See verkauft und macht dort nun hin und wieder Fahrten. Zuvor wurde er von Hanau aus für öffentliche Rundfahrten und Charters eingesetzt. Auf dem Lago di Garda in Italien verkehren noch zwei Seitenradschiffe (G. Zanardelli, Italia), die auf diesel-elektrischen Antrieb umgebaut wurden. Mit der Pietro Micca existiert bei Fiumicino noch ein historischer Dampfschlepper aus 1895.
| Name      | Typ        | Bauwerft     | Stapellauf | Passagierzahl (max.) | Geschwindigkeit (max.) | Region        | Bemerkung                                    | Bild |
| --------- | ---------- | ------------ | ---------- | -------------------- | ---------------------- | ------------- | -------------------------------------------- | ---- |
| Concordia | Raddampfer | Dervio-Werft | 1926       | 500                  | 23,4 km/h              | Lago di Como  | Als DS 28 Ottobre erbaut                     |      |
| Patria    | Raddampfer | Dervio-Werft | 1927       | 900                  | 28 km/h                | Lago di Como  | Als DS Savoia erbaut                         |      |
| Piemonte  | Raddampfer | Escher Wyss  | 1904       | 440                  | 22 km/h                | Lago Maggiore | Ältester (einsatzfähige) Raddampfer Italiens |      |

## Spanien
| Name           | Typ                          | Bauwerft             | Stapellauf | Passagierzahl (max.) | Geschwindigkeit (max.) | Region     | Bemerkung                                 | Bild |
| -------------- | ---------------------------- | -------------------- | ---------- | -------------------- | ---------------------- | ---------- | ----------------------------------------- | ---- |
| Hidria Segundo | Schraubendampfer/Segelschiff | José Roberto e hijos | 1966       | 120                  | unbekannt              | Pontevedra | letztes erhaltenes Dampfschiff in Spanien |      |

## Monaco
| Name     | Typ        | Bauwerft                      | Stapellauf | Passagierzahl (max.) | Geschwindigkeit (max.) | Region | Bemerkung                                 | Bild |
| -------- | ---------- | ----------------------------- | ---------- | -------------------- | ---------------------- | ------ | ----------------------------------------- | ---- |
| Delphine | Dampfyacht | Great Lakes Engineering Works | 1921       | 26                   | 22 km/h                | Monaco | letzte erhaltene amerikanische Dampfyacht |      |

## Tschechien
In Tschechien gibt es noch zwei große, sowie einen kleinen im Betrieb befindliche Seitenraddampfer auf der Moldau und einen großen Seitenraddampfer, sowie drei kleine Heckraddampfer auf der Elbe. Derzeit inaktiv liegt die Vyšehrad III in Prag. Erhalten sind Schale und Maschine.
| Name            | Typ              | Bauwerft                            | Stapellauf | Passagierzahl (max.) | Geschwindigkeit (max.)        | Region               | Bemerkung | Bild |
| --------------- | ---------------- | ----------------------------------- | ---------- | -------------------- | ----------------------------- | -------------------- | --- | ---- |
| Hradec          | Heckraddampfer   | Jaroslav Kostkan und Zdenek Balsky  | 1998       | 12                   | unbekannt                     | Elbe; Hradec Králové | |      |
| Kralovna Eliska | Heckraddampfer   | Jaroslav Kostkan und Zdenek Balsky  | 2004       | 20                   | unbekannt                     | Elbe; Hradec Králové | |      |
| Labe-Elbe       | Raddampfer       | Bauwerft Praga                      | 1949       | 200                  | unbekannt                     | Elbe                 | Ehemals als „Weserstolz“ auf der Weser unterwegs. Nun vom neuen Heimathafen Děčín aus in der böhmischen und sächsischen Schweiz im Einsatz |      |
| Primátor Ulrich | Schraubendampfer | Jaroslav Kostkan und Zdenek Balsky  | 2014       | unbekannt            | unbekannt                     | Elbe; Hradec Králové | |      |
| Sirius          | Raddampfer       | unbekannt                           | 2010       | 40                   | unbekannt                     | Moldau (Prag)        | wird für Charterverkehr eingesetzt; entstand aus Teilen der ehemaligen Fähre Strehla                                                       |      |
| Vltava          | Raddampfer       | Usti nad Labem/Aussig; Prager Werft | 1940       | 200                  | 16,5 km/h (in ruhigem Wasser) | Moldau               | Kulturdenkmal |      |
| Vyšehrad        | Raddampfer       | Usti nad Labem/Aussig               | 1938       | 300                  | 20 km/h                       | Moldau               | Kulturdenkmal |      |

## Russland
Einige von 75 erbauten Seitenraddampfer der Ryazan-Klasse aus den 1950er Jahren sind bis heute auf Russlands Flüssen unterwegs.
| Name        | Typ        | Bauwerft                 | Stapellauf | Passagierzahl (max.) | Geschwindigkeit (max.) | Region          | Bemerkung | Bild |
| ----------- | ---------- | ------------------------ | ---------- | -------------------- | ---------------------- | --------------- | --------- | ---- |
| N. V. Gogol | Raddampfer | Sormowo Nischni Nowgorod | 1911       | 140                  | 19 km/h                | Nördliche Dwina |           |      |

## Niederlande
In den Niederlanden gibt es neben dem ehemaligen Rhein-Dampfschiff De Majesteit (ex. Rüdesheim) noch einige Schleppdampfer, die sich größtenteils in Privatbesitz befinden. Erhalten blieb außerdem der Schraubendampfer Succes aus dem Jahre 1897 mit seiner Dampforgel, welches heute für Charterfahrten zur Verfügung steht. Als Radmotorschiff verkehrt heute der Kapitein Kok.
Die Nederlandse Raderstoomboot Maatschappij ist im Besitz der Dampfmaschine des ex. KD-Dampfers Cecilie.
| Name         | Typ              | Bauwerft             | Stapellauf | Passagierzahl (max.) | Geschwindigkeit (max.) | Region          | Bemerkung  | Bild |
| ------------ | ---------------- | -------------------- | ---------- | -------------------- | ---------------------- | --------------- | ---------- | ---- |
| De Majesteit | Raddampfer       | Gebrüder Sachsenberg | 1925       | 600                  | 24 km/h                | Nieuwe Waterweg | Dampforgel |      |
| Pieter Boele | Schraubendampfer | Boele & Zn           | 1893       | unbekannt            | 17,6 km/h              | Dordrecht       |            |      |

## Großbritannien
In Großbritannien gibt es derzeit (Stand: Frühjahr 2018) noch vier voll-funktionstüchtige Raddampfer, sowie diverse Schraubendampfer in privater Hand, oder als Museumsschiffe. Die Dampfschiffe Maid of the Loch und Lincoln Castle und das Dampfturbinenschiff Queen Mary befinden sich derzeit (Stand: 2023) im Restaurationsprozess. Mit der Bertha aus dem Jahre 1844 existiert in Großbritannien noch das möglicherweise älteste erhaltene Dampfschiff/Dampfboot der Welt.
| Name             | Typ                           | Bauwerft                   | Stapellauf | Passagierzahl (max.) | Geschwindigkeit (max.) | Region          | Bemerkung                                                                   | Bild |
| ---------------- | ----------------------------- | -------------------------- | ---------- | -------------------- | ---------------------- | --------------- | --------------------------------------------------------------------------- | ---- |
| Gondola          | Schraubendampfer / Dampfyacht | Vickers Shipbuilders       | 1979       | 86                   | 21,7 km/h              | Coniston Water  | ursprünglich aus 1859; 1979 unter Verwendung einiger alter Teile neu gebaut |      |
| Kingswear Castle | Raddampfer                    | Philip and Son             | 1924       | 235                  | 14,8 km/h              | River Dart      | Mit Kohle befeuert; Dampfmaschine von 1904                                  |      |
| Medway Queen     | Raddampfer                    | Ailsa Shipbuilding Company | 1924       | unbekannt            | 28 km/h                | River Medway    |                                                                             |      |
| Monarch          | Raddampfer                    | Brian Waters               | 1994       | 12                   | unbekannt              | River Frome     | Kleinstes kommerziell genutztes Dampfschiff der Welt                        |      |
| Sir Walter Scott | Schraubendampfer              | William Denny and Brothers | 1899       | 416                  | unbekannt              | Loch Katrine    |                                                                             |      |
| Shieldhall       | Schraubendampfer              | Lobnitz & Co.              | 1954       | 80                   | 24 km/h                | Shieldhall      |                                                                             |      |
| Waverly          | Raddampfer                    | A. & J. Inglis             | 1946       | 925                  | 34 km/h                | Britische Küste | Letzter Hochseedampfer weltweit                                             |      |

## Norwegen
In Norwegen gibt es noch einige Schraubendampfer, die allerdings meist nur zu besonderen Anlässen fahren. Mit dem hochseetauglichen Segelschoner Hansteen, der mit einer Hilfsdampfmaschine unterstützt werden kann, gibt es in Norwegen noch ein Schiff mit der selten gewordenen Kombination aus Segel und Dampfmaschine.
| Name           | Typ                               | Bauwerft                           | Stapellauf | Passagierzahl (max.) | Geschwindigkeit (max.) | Region     | Bemerkung                                                   | Bild |
| -------------- | --------------------------------- | ---------------------------------- | ---------- | -------------------- | ---------------------- | ---------- | ----------------------------------------------------------- | ---- |
| Ammonia        | Schraubendampfer / Eisenbahnfähre | Moss Værft & Dokk                  | 1929       | 150                  | 22 km/h                | Tinnsjå    | letzte dampfbetriebe Eisenbahnfähre der Welt                |      |
| Bjoren         | Schraubendampfer                  | Akers Mekaniske Verksted, Oslo     | 1867       | 92 (heute 55)        | unbekannt              | Bygland    | planmäßiger Verkehr im Sommer (nicht täglich)               |      |
| Børøysund      | Schraubendampfer                  | Trondhjems Mekaniske Værksted      | 1908       | 100                  | 18,5 km/h              | Oslo       |                                                             |      |
| Kysten         | Schraubendampfer                  | Trondhjems Mekaniske Værksted      | 1909       | 150                  | 18,5 km/h              | Tønsberg   |                                                             |      |
| Oster          | Schraubendampfer                  | Kristiansands Mekaniske Verksted   | 1908       | 265                  | 18,5 km/h              | Bergen     |                                                             |      |
| Skibladner     | Raddampfer                        | Motala Verkstad                    | 1856       | 230                  | 22 km/h                | Mjøsa      | Ältester, im Regelbetrieb verkehrender, Raddampfer der Welt |      |
| Southern Actor | Schraubendampfer                  | Smiths Dock Co Ltd                 | 1950       | unbekannt            | 28 km/h                | Sandefjord | Ursprünglich Walfangschiff unter britischer Flagge          |      |
| Stord I        | Schraubendampfer                  | Laxevaag Maskin & Jernskibsbyggeri | 1913       | unbekannt            | 20 km/h                | Bergen     |                                                             |      |
| Styrbjørn      | Schraubendampfer                  | Göteborgs Nya Verkstad             | 1910       | unbekannt            | 22 km/h                | Oslo       |                                                             |      |
| Turisten       | Schraubendampfer                  | Nylands mekaniske verksted         | 1887       | 61                   | 17 km/h                | Oslo       |                                                             |      |

## Schweden
Vor allem im südlichen Schweden gibt es noch sehr viele Schrauben- sowie Schleppdampfer in privater Hand. Eine besonders große Flotte verkehrt in Stockholm. Die Dampfschiffe wurden u. a. von einer Vereinigung von schwedischen Dampferfreunden („Föreningen Stiftelsen Skärgårdsbåten“) restauriert. Diese veröffentlichen zudem im Drei-Monats-Rhythmus eine schwedische Dampferzeitung. Neben den in der Tabelle genannten Dampfern blieben noch die Dampfer Sankt Erik, Freja af Fryken, Polstjärnan, Frithiof, Marieholm (Restaurantschiff) und Bore (Eisbrecher) erhalten.
| Name              | Typ                           | Bauwerft                                            | Stapellauf | Passagierzahl (max.) | Geschwindigkeit (max.) | Region              | Bemerkung                                                            | Bild     |
| ----------------- | ----------------------------- | --------------------------------------------------- | ---------- | -------------------- | ---------------------- | ------------------- | -------------------------------------------------------------------- | -------- |
| Ångslup nr 45     | Barkasse der HMS Wasa         | Bergsunds Mekaniska Verkstads                       | 1901       | unbekannt            | unbekannt              | Stockholm           | Seehistorisches Museum                                               |          |
| Blidösund         | Schraubendampfer              | Eriksbergs Mekaniska Verkstad                       | 1911       | 264                  | 24 km/h                | Stockholm           | kohlegefeuert; TV-Auftritt im Krimi „Das Geheimnis auf dem Friedhof“ |          |
| Bohuslän          | Schraubendampfer              | Eriksbergs Mekaniska Verkstad                       | 1914       | unbekannt            | 22 km/h                | Göteborg            |                                                                      | RXX04478 |
| Boxholm II        | Schraubendampfer              | Ljunggrens Verkstad                                 | 1904       | 70                   | 18 km/h                | Sommen              | holzgefeuert                                                         | RXX04478 |
| Djurgården 3      | Schraubendampfer / Dampffähre | O.A. Brodins Varv                                   | 1897       | 97                   | 13 km/h                | Stockholm           |                                                                      |          |
| Domnarfvet        | Schraubendampfer / Dampffähre | Södra Varvet                                        | 1863       | 12                   | 23 km/h                | Borlänge            |                                                                      |          |
| Drottningholm     | Schraubendampfer              | Motala Verkstad                                     | 1909       | 150                  | 17 km/h                | Stockholm           |                                                                      |          |
| Ejdern            | Schraubendampfer              | Göteborgs Mekaniska Verkstad                        | 1880       | unbekannt            | 15 km/h                | Södertälje          |                                                                      |          |
| Engelbrekt        | Schraubendampfer              | Motala Verkstad                                     | 1866       | 66                   | 18,5 km/h              | Leksand             |                                                                      |          |
| Erik Nordevall II | Raddampfer                    | Forsvik-Werft                                       | 2009       | 80                   | 13 km/h                | Forsvik-/Göta-Kanal |                                                                      |          |
| Gerda             | Schraubendampfer / Dampffähre | Lindholmens Varv                                    | 1865       | 40                   | unbekannt              | Eskilstuna          |                                                                      |          |
| Juno              | Schraubendampfer              | Motala Verkstad                                     | 1874       | 125                  | 19 km/h                | Götakanal           |                                                                      |          |
| Mariefred         | Schraubendampfer              | William Lindbergs Varfs- och Mekaniska Verkstads AB | 1903       | unbekannt            | 18,5 km/h              | Stockholm           |                                                                      |          |
| Motala Express    | Schraubendampfer              | Jönköpings Mekaniska Werkstad                       | 1895       | 220                  | 26 km/h                | Motala              |                                                                      |          |
| Norrskär          | Schraubendampfer              | Eriksbergs Mekaniska Verkstad                       | 1910       | 265                  | 19,5 km/h              | Stockholm           |                                                                      |          |
| Stockholm         | Schraubendampfer              | Oskarshamns Mekaniska Verkstad                      | 1931       | 350                  | 21 km/h                | Stockholm           | zusätzlich Dieselantrieb                                             |          |
| Storskär          | Schraubendampfer              | Lindholmens Varv                                    | 1908       | 350                  | 25 km/h                | Stockholm           |                                                                      |          |
| Trafik            | Schraubendampfer              | Bergsunds Mekaniska Verkstads                       | 1892       | 150                  | 20 km/h                | Vättern             |                                                                      |          |

## Finnland
In Finnland ist noch eine große Anzahl alter Schraubendampfer erhalten geblieben; meist in Privatbesitz. Der Verbreitungsschwerpunkt liegt dabei im Bereich der Südfinnischen Seenplatte.
| Name              | Typ                         | Bauwerft                                      | Stapellauf | Passagierzahl (max.) | Geschwindigkeit (max.) | Region      | Bemerkung               | Bild |
| ----------------- | --------------------------- | --------------------------------------------- | ---------- | -------------------- | ---------------------- | ----------- | ----------------------- | ---- |
| Antero            | Schraubendampfer            | Tehtaat Lehtoniemi & Taipale Fabriker         | 1924       | unbekannt            | 15 km/h                | Porvoo      |                         |      |
| Armas             | Schraubendampfer            | Paul Wahl & Co                                | 1908       | unbekannt            | 18,5 km/h              | Porvoo      |                         |      |
| Halla XVII        | Schraubendampfer            | Kotkan rauta oy                               | 1908       | unbekannt            | 22 km/h                | Saimaa      |                         |      |
| Heinävesi         | Schraubendampfer            | Paul Wahl & Co.                               | 1906       | 126                  | unbekannt              | Saimaa      |                         |      |
| Kalle Tihveräinen | Schraubendampfer            | Haapaniemen telakka                           | 1916       | unbekannt            | 13 km/h                | Saimaa      |                         |      |
| Kouta             | Schraubendampfer            | A. Ahlström Oy                                | 1921       | unbekannt            | 11 km/h                | Oulujärvi   |                         |      |
| Janne             | Schraubendampfer            | Savonlinnan konepaja / Paul Wahl & Co         | 1907       | unbekannt            | 19,5 km/h              | Saimaa      |                         |      |
| Leppävirta        | Schraubendampfer            | Paul Wahl & Co                                | 1904       | 120                  | 16,7 km/h              | Saimaa      |                         |      |
| Norrkulla         | Schraubendampfer            | Tehtaat Lehtoniemi & Taipale Fabriker         | 1911       | 80                   | 18,5 km/h              | Helsinki    |                         |      |
| Näsijärvi II      | Schraubendampfer            | A. Ahlström Oy                                | 1929       | unbekannt            | 17 km/h                | Näsijärvi   |                         |      |
| Otso              | Schraubendampfer            | A. Ahlström Oy                                | 1919       | unbekannt            | 15 km/h                | Saimaa      |                         |      |
| Paul Wahl         | Schraubendampfer            | A. Ahlström Oy                                | 1919       | 99                   | unbekannt              | Saimaa      |                         |      |
| Punkaharju        | Schraubendampfer            | Lypsyniemen Telakka                           | 1905       | 75                   | unbekannt              | Saimaa      | Ersatzmaschine von 1914 |      |
| Saimaa            | Schraubendampfer            | W:m Crichton & C:o                            | 1893       | unbekannt            | unbekannt              | Saimaa      |                         |      |
| Savonlinna        | Schraubendampfer            | Paul Wahl & Co                                | 1904       | 134                  | 21 km/h                | Saimaa      |                         |      |
| Tarjanne          | Schraubendampfer            | Lehtoniemi & Taipale                          | 1908       | unbekannt            | 17,6 km/h              | Tampereelta |                         |      |
| Turso             | Schraubendampfer/Eisbrecher | Wärtsilä-yhtymä Oy Hietalahti-Werft           | 1944       | unbekannt            | unbekannt              | Helsinki    |                         |      |
| Vetäjä V          | Schraubendampfer            | Tehtaat Lehtoniemi & Taipale Fabriker         | 1891       | unbekannt            | unbekannt              | Saimaa      |                         |      |
| Ukkopekka         | Schraubendampfer            | Sandvikens Skeppsdocka och Mekaniska Verkstad | 1938       | 199                  | unbekannt              | Turku       |                         |      |

## Dänemark
In Dänemark verkehrt mit der Hjejlen einer der ältesten erhaltenen Raddampfer der Welt. Obwohl die Skibladner in Norwegen und das DS Tudor Vladimirescu in Rumänien älter sind, hat es eine besondere historische Bedeutung, da es im Gegensatz zu den beiden letztgenannten Schiffen weitgehend im Originalzustand erhalten ist. Neben der Hjejlen existieren in Dänemark noch zwei Schraubendampfer.
| Name      | Typ                                | Bauwerft                                              | Stapellauf | Passagierzahl (max.) | Geschwindigkeit (max.) | Region                 | Bemerkung | Bild |
| --------- | ---------------------------------- | ----------------------------------------------------- | ---------- | -------------------- | ---------------------- | ---------------------- | --------- | ---- |
| Bjørn     | Schraubendampfer / Dampfeisbrecher | G. Seebeck AG                                         | 1908       | unbekannt            | unbekannt              | Helsingør              |           |      |
| Hjejlen   | Raddampfer                         | Baumgarten und Burmeister                             | 1861       | 165                  | 15 km/h                | Silkeborg (Seengebiet) |           |      |
| Skjelskør | Schraubendampfer                   | J. Ring Andersens Staalskibsvaerft / Steen & Kaufmann | 1915       | 80                   | 17,6 km/h              | Roskilde-Fjord         |           |      |

## Rumänien
| Name               | Typ        | Bauwerft              | Stapellauf | Passagierzahl (max.) | Geschwindigkeit (max.) | Region        | Bemerkung                                  | Bild |
| ------------------ | ---------- | --------------------- | ---------- | -------------------- | ---------------------- | ------------- | ------------------------------------------ | ---- |
| Borcea             | Raddampfer | Turnu Severin – Werft | 1914       | 200                  | 18 km/h (stromab)      | Brăila        | Dampfmaschine von Gebr. Sachsenberg        |      |
| Republica          | Raddampfer | Werft Linz            | 1903       | 56                   | 15 km/h (stromab)      | Tulcea        |                                            |      |
| Tudor Vladimirescu | Raddampfer | Escher Wyss           | 1854       | 450                  | 18 km/h                | Donau, Galați | Ältester fahrtüchtiger Raddampfer der Welt |      |

## Vereinigte Staaten
Die Vereinigten Staaten sind vor allem für die Mississippi-Heckraddampfer bekannt. Neben den Mississippi-Dampfern gibt es aber auch weitere Dampfschiffe, wie z. B. die Minne Ha Ha auf dem Lake George, oder die Louise auf dem Geneva Lake. Die Julia Belle Swain wird derzeit restauriert. Als Museumsschiffe blieben der Seitenraddampfer Ticonderoga im Shelburne Museum, sowie eine Dampffähre und einige Dampfschlepper im San Francisco Maritime National Historical Park erhalten. DS William M. Black ist in Dubuque als Museumsschiff angedockt, während die Delta King als stationäres Restaurantschiff in Sacramento erhalten blieb.
| Name                | Typ                           | Bauwerft                             | Stapellauf | Passagierzahl (max.) | Geschwindigkeit (max.) | Region            | Bemerkung                              | Bild |
| ------------------- | ----------------------------- | ------------------------------------ | ---------- | -------------------- | ---------------------- | ----------------- | -------------------------------------- | ---- |
| Alpena              | Dampfturbinenschiff           | Great Lake Engineer Works            | 1942       | unbekannt            | 26 km/h                | Cleveland         |                                        |      |
| American Queen      | Heckraddampfer                | McDermott Shipyard                   | 1995       | 436                  | unbekannt              | Mississippi River | Gilt als größter Flussdampfer der Welt |      |
| Badger              | Schraubendampfer/Dampffähre   | Christy Corporation                  | 1952       | 620                  | 39 km/h                | Michigan          |                                        |      |
| Belle of Louisville | Heckraddampfer                | James Rees & Sons Company            | 1914       | 750                  | unbekannt              | Ohio River        |                                        |      |
| Chautauqua Belle    | Heckraddampfer                | James Webster                        | 1976       | 120                  | 11 km/h                | Chautauqua Lake   |                                        |      |
| Delta Queen         | Heckraddampfer                | California Transportation Co.        | 1925       | 176                  | 19 km/h                | Mississippi River |                                        |      |
| Jeremiah O’Brien    | Schraubendampfer/Frachtschiff | New England Shipbuilding Corporation | 1943       | unbekannt            | 20 km/h                | San Francisco     |                                        |      |
| Natchez (IX)        | Heckraddampfer                | unbekannt                            | 1975       | unbekannt            | unbekannt              | Mississippi River |                                        |      |
| Sabino              | Schraubendampfer              | W. Irving Adams                      | 1908       | 100                  | 15 km/h                | Mystic River      |                                        |      |
| Virginia V          | Schraubendampfer              | Anderson & Company                   | 1922       | 328                  | unbekannt              | Seattle           |                                        |      |

## Kanada
In Kanada blieben einige Dampfschiffe als Museumsschiff an Land erhalten. So etwa die Klondike in Whitehorse, die Keno in Dawson, die Keewatin in Kingston  und die Moyie in Kaslo.
| Name     | Typ                   | Bauwerft          | Stapellauf | Passagierzahl (max.) | Geschwindigkeit (max.) | Region        | Bemerkung                         | Bild |
| -------- | --------------------- | ----------------- | ---------- | -------------------- | ---------------------- | ------------- | --------------------------------- | ---- |
| Segwun   | Schraubendampfer      | Clyde             | 1887       | unbekannt            | unbekannt              | Muskoka Lakes | Ältestes Dampfschiff Nordamerikas |      |
| Trillium | Raddampfer/Dampffähre | Polson Iron Works | 1910       | unbekannt            | unbekannt              | Toronto       |                                   |      |

## Australien
In Australien existieren (Stand: 2023) noch über 25 aktive Fluss-Raddampfer, die Ende des 20. Jahrhunderts restauriert wurden. Vor allem auf dem Murray River befindet sich noch eine große Anzahl der funktionstüchtigen Raddampfer. Rechnet man die Echuca-Flotte und die Raddampfer in privater Hand zusammen, handelt sich um die größte (nicht-kommerzielle) Flotte der Welt. Im Raum Echuca liegen unter anderem die Perri Coota, Henry Charles, Barmah und Etona; in Mannum die Marion. Davon abgesehen finden sich im Hafengebiet von Sydney sowie auf diversen weiteren Flüssen noch einige Schraubendampfer und ein einzelner weiterer Raddampfer.
Die Liste führt eine Auswahl von Raddampfern mit öffentlichen Publikumsfahrten auf.
| Name                | Typ            | Bauwerft                                  | Stapellauf | Passagierzahl (max.) | Geschwindigkeit (max.) | Region              | Bemerkung                                                     | Bild |
| ------------------- | -------------- | ----------------------------------------- | ---------- | -------------------- | ---------------------- | ------------------- | ------------------------------------------------------------- | ---- |
| Adelaide            | Raddampfer     | G. Linklater                              | 1866       | 49                   | unbekannt              | Murray River        | Ältester, aus Holz gebauter Raddampfer der Welt               |      |
| Canberra            | Raddampfer     | Connor Family                             | 1913       | unbekannt            | unbekannt              | Murray River        |                                                               |      |
| Alexander Arbuthnot | Raddampfer     | Arbuthnot Sawmills                        | 1923       | 47                   | 9,7 km/h               | Murray River        |                                                               |      |
| Emmylou             | Raddampfer     | Emmylou Enterprises Ltd (Anthony Browell) | 1982       | 54                   | unbekannt              | Murray River        | Maschine aus dem Jahre 1906 von Marshall & Sons; holzgefeuert |      |
| Enterprise          | Raddampfer     | W. Keir, Echuca / Beverley Iron Works     | 1878       | 25 (inklusive Crew)  | 9 km/h                 | Lake Burley Griffin |                                                               |      |
| Hero                | Raddampfer     | George Linklater                          | 1874       | 75                   | unbekannt              | Echuca              | 1998–2007 Revision und Einbau neuer Dampfmaschine             |      |
| Murray Princess     | Heckraddampfer | unbekannt                                 | 1986       | 120                  | 11 km/h                | Murray River        |                                                               |      |
| Oscar W             | Raddampfer     | Charlie Wallin                            | 1908       | unbekannt            | unbekannt              | Goolwa              |                                                               |      |
| Pevensey            | Raddampfer     | Permewan Wright & Co. Ltd.                | 1911       | 100                  | unbekannt              | Murray River        | Auftritt in der TV-Serie „All the Rivers run“                 |      |

## Neuseeland
Neben drei derzeit fahrtüchtigen Dampfschiffen existiert in Neuseeland mit DS Toroa noch eine dampfbetriebene Doppelenddampffähre, die früher zwischen Auckland City und North Shore verkehrte. Sie befindet sich momentan in Revision (Stand: 2023).
| Name             | Typ              | Bauwerft             | Stapellauf | Passagierzahl (max.) | Geschwindigkeit (max.) | Region          | Bemerkung          | Bild |
| ---------------- | ---------------- | -------------------- | ---------- | -------------------- | ---------------------- | --------------- | ------------------ | ---- |
| Earnslaw         | Schraubendampfer | McGregor and Company | 1912       | 389                  | 24 km/h                | Lake Wakatipu   |                    |      |
| Waimarie         | Raddampfer       | Yarrow & Co          | 1899       | 150                  | 20 km/h                | Whanganui River |                    |      |
| William C. Daldy | Schraubendampfer | Lobnitz & Company    | 1936       | 100                  | 24,1 km/h              | Auckland        | mit Kohle befeuert |      |

## Ägypten
| Name  | Typ                   | Bauwerft                               | Stapellauf | Passagierzahl (max.)             | Geschwindigkeit (max.) | Region | Bemerkung | Bild |
| ----- | --------------------- | -------------------------------------- | ---------- | -------------------------------- | ---------------------- | ------ | --- | ---- |
| Karim | Heck-Seitenraddampfer | Lytham Shipbuilding Engineering Co Ltd | 1917       | 75 (davon 45 Personen Besatzung) | unbekannt              | Nil    | Schaufelräder können voneinander getrennt angetrieben werden                                                          |      |
| Sudan | Raddampfer            | Bow McLachlan                          | 1921       | unbekannt                        | 17,6 km/h              | Nil    | kann zusätzlich/auch mit dieselbetriebener Schiffsschraube angetrieben werden; Hatte Auftritt im Film Tod auf dem Nil |      |

## Peru
Auf dem Titicacasee in Peru blieben mehrere Schraubendampfer erhalten. Neben der Olanta auch die Coya (1893) als schwimmendes Restaurant, die Yavari (aktiv, ohne Dampfmaschine) und die Puno als Hospitalschiff.
| Name    | Typ              | Bauwerft                                     | Stapellauf | Passagierzahl (max.) | Geschwindigkeit (max.) | Region      | Bemerkung         | Bild |
| ------- | ---------------- | -------------------------------------------- | ---------- | -------------------- | ---------------------- | ----------- | ----------------- | ---- |
| Ollanta | Schraubendampfer | Earle’s Shipbuilding and Engineering Company | 1931       | 70                   | 26,9 km/h              | Titicacasee | nur Sonderfahrten |      |

## Sonstiges
Neben den in den Tabellen genannten Schiffen existieren einige weitere, etwa in Brasilien und Burma, zu denen keine genauen Daten bekannt sind. In Bangladesch sind aktuell noch 4 Dampfschiffe in Betrieb Mahsud (1929), Ostrich (1929), Tern (1937) and Lepcha (1949). In Ungarn gibt es in einem Museum an der Donau noch einige historische Schleppdampfer, sowie in Budapest den zum Hotel umgebauten ehemaligen russischen Wolga-Schaufelraddampfer Aquamarina (Smorovsky Werft, 1903). Außerdem blieb auf dem Außengelände des Verkehrsmuseums in Budapest die Dampfmaschine des Donau-Dampfers Vertes samt der Schaufelräder erhalten. In Serbien einige mehr oder weniger gut erhaltene Schiffswracks wie die Zupa, Split, Krajina, Srbija und Car Nikola II. In Polen blieben Reste des Dampffrachters Soldek, sowie der Dampfschiffe Kuna, und Nadbar teilweise erhalten. In Peking kann die Dampfyacht Yonghe auf dem Gelände des Neuen Sommerpalasts besichtigt werden. Auf dem Grund des Lac d’Annecy in Frankreich liegt das fast vollständig erhaltene Wrack der France (Escher-Wyss, 1909), welches von Tauchern besichtigt werden kann. Als schwimmendes Restaurant blieb der Raddampfer Princess Elisabeth in Dunkerque erhalten.